# 驅魔道長
《驅魔道長》是午馬執導的電影，也是林正英與午馬合作演出的殭屍片。

## 劇情概要
20年前酒泉鎮一座教堂，神父意外地發生離奇死亡之事，直到20年後有天，遠自梵蒂岡的神父（午馬飾）帶領一群修士，揹著行囊來到酒泉鎮這座教堂，將整間教堂重新裝修粉刷又重新啟用，全鎮滿街鼓舞地迎接新教堂。九叔（林正英飾）聽聞而來，由於這座教堂鬧鬼，因而趕緊出面制止神父，見九叔與神父爭執不休，只好請鎮長（葉榮祖飾）出面。鎮長為全鎮的鎮民設想，以求教堂重新啟用能帶動地方，使鎮民都能接受到西方的新興科技與文化。九叔無計可施之下，只好黯然離去。
有天晚上，教堂一位王修士聽見地下室有異聲，故而持燈前往查看，隔日卻被人發現他意外地死亡。九叔聽聞後，趕緊跑來教堂看看這具屍體，發現王修士的頸上出現流著血的齒咬痕，便直覺知道20年前鬧鬼之事要重演了。當日晚上，神父持聖水為這位修士淨化，不久便發生屍變，九叔開壇做法將屍變制服，才化解這場危機。
屠龍道長（王正騰飾）這時趕屍回來酒泉鎮，途中卻被Anny（岳虹飾）看見有位殭屍正向她求吻，存著心中不安與疑惑的Anny，趁著現在半夜時分跑去找阿星（倪星飾），阿星與小月（陳佳君飾）聽聞後，找到教堂後院一整排的殭屍，赫然發現這些殭屍都是假的，而且還藉假屍運毒，此同時也被屠龍道長發現，便出手將他們二人趕走。天亮後，阿星與小月意外地在師父家裡碰上屠龍道長正與師父（林正英飾）商事，由於二人不聽屠龍道長的勸阻，在當面將他們發現假屍運毒之事告訴給師父，於是屠龍道長與九叔二人便拳腳相鬥。
直到後來有天，屠龍道長發現他的這些假屍都不見了，便趕緊跑向一旁教堂內找尋其蹤跡，意外地發現有個黑影闖進教堂的地下室，屠龍道長立刻跟著追上去，當發現裡頭是一位吸血鬼的同時也被他帶來的假屍都給包圍住。由於這些假屍都早已屍變，淪為真正的殭屍，不僅屠龍道長因此喪命而屍變，神父、鎮長、David（楊子儒飾）、Anny也都一個個被咬，只有神父一人把持住，在屍變之前被九叔及時救回，但此刻吸血鬼開始撲向神父、九叔，在場的修士、阿星與小月也紛紛抵抗吸血鬼，神父、九叔所持的法器無法對吸血鬼有效用，這時吸血鬼率領屠龍道長、David、Anny一同來到教堂，神父突然靈光一現，將聖水灑在九叔的桃木劍上，九叔也將符咒貼在十字架上，二人的法器中西合併，順利將David、屠龍道長、吸血鬼給消滅。由於隨著吸血鬼的消滅，雖然Anny意外地逃過此劫，卻也淪為一具死梆梆不動的屍體，阿星只能呆望著她所暗戀之人變成屍體，劇末九叔要阿星為以歿的神父祈禱，卻發現原來阿星以已經被Anny給咬了一口……

## 演員
| 演員   | 角色              | 粵語配音 | 註解                                                           |
| 林正英 | 九叔              | 陳欣     | 酒泉鎮的道士。                                                 |
| 午馬   | 吳神父            |          | 從梵蒂岡來的神父，也被殭屍咬傷。                               |
| 倪星   | 阿星              | 陳永信   | 九叔的徒弟。                                                   |
| 陳佳君 | 小月              | 何錦華   | 九叔的女徒弟。                                                 |
| 岳虹   | Anny              | 陸惠玲   | 從國外回來的千金，阿星對她一見鍾情，淪為一具死梆梆不動的屍體。 |
| 葉榮祖 | 鎮長              |          | 最後被已經變成殭屍的屠龍道長咬 。                              |
| 王正騰 | 屠龍道長          | 馮永和   | 與九叔同門派，利用假行屍運毒。                                 |
| 楊子儒 | David（鎮長之子） |          | 欲借教堂做不法勾當，最後也變成殭屍。                           |
| 黃凱森 | 修士 My Som       |          | 跟吳神父從梵蒂岡來的修士。                                     |
| 原森   | Anny的父親        | 丁羽     |                                                                |
| 周金仪 | 红衣女尸          |          |                                                                |

## 外部連結
- 開眼電影網上《驅魔道長》的資料（繁體中文）
- 香港影庫上《驅魔道長》的資料（繁體中文）
- 时光网上《驅魔道長》的資料（简体中文）
- 豆瓣电影上《驅魔道長》的資料 （简体中文）
- 爛番茄上《驅魔道長》的資料（英文）
- AllMovie上《驅魔道長》的资料（英文）
- 互联网电影数据库（IMDb）上《驅魔道長》的资料（英文）
- Hong Kong Cinemagic （页面存档备份，存于）